# Springtime for Thomas
«Весенняя пора для Тома» (англ. Springtime for Thomas) — 23 эпизод из серии знаменитых короткометражек «Том и Джерри». Дата выпуска: 30 марта 1946 года.

## Сюжет
Всё начинается с того, что Джерри пытается раздразнить Тома, чтобы тот погнался за ним. Но сколько бы Джерри ни дразнил его, Том этого не замечает. Джерри даже вырывает кусок шкуры Тома — а кот и на это не реагирует. Том влюблён, он наблюдает за молодой кошечкой Тудлз и весь поглощён только ею.
Тогда Джерри, переполненный яростью, по наущению злой стороны своей души (зелёной мышки-дьявола с трезубцем, рогами и заострёнными ушами, напоминающими уши Тома) отправляет письмо, надушенное парфюмом, коту-помоечнику Бутчу, от имени Тудлз. Бутч читает письмо: «Дорогой котик, мне всегда нравилось твое те-ло-сло-же-ние (Бутч читает слово по слогам, оно для него слишком трудное). Загляни ко мне на чай в три часа. Твоя, влюблённая без памяти, Тудлз».
Кот приходит в возбуждение, «наводит на себя красоту», и идет в сад, где находится кошечка. К огорчению Бутча, за кошечкой уже ухаживает Том. И тогда между котами разыгрывается нешуточная борьба. Бутч ложится на шезлонг рядом с Тудлз и пытается за ней ухаживать, но Том бьет его крокетным молотком. Бутч отвечает Тому, бросив кота в бассейн. Яростный Том вылезает из бассейна и кидает туда же поющего серенаду кошечке Бутча. Бутч тоже выходит из бассейна и забивает крокетный мяч в голову Тома. Кот падает, и Бутч начинает играть в крокет с Томом вместо мяча. В результате Том падает на барбекю и жарит самого себя. Бутч продолжает ухаживания за Тудлз. Джерри, всё ещё злой на Тома, кладёт под гамак иглу. Бутч говорит Тудлз: «Знаешь что, крошка, я думаю, что сейчас в меня вонзится Купидонова стрела», садится на гамак… и вскакивает от боли. Как раз в это время к Тудлз подходит Том, и приземлившийся Бутч думает, что именно Том подложил иглу. Начинается погоня, во время которой Бутч ударяется головой об статую и падает в пустой бассейн.
Наконец они подбегают к качелям, Том ставит на них горшок и посылает качели к Бутчу. Качели попадают в Бутча, но, когда они раскачиваются вперёд, Том случайно цепляется за качели. Качели опять направляются к Бутчу, и он бьет Тома гитарой, как заправский бейсболист. В результате, Том проигрывает Бутчу, улетев за пределы сада. После неудачи, Том встречает Джерри. Том и Джерри затеивают погоню (не без радости), но недолго они поиграли вместе: погоня резко прерывается, и перед Томом предстаёт другая любовная картина: Джерри флиртует с молоденькой мышкой. Влюблённый мышонок отталкивает от себя удивленного Тома и обнимает новообретённую любовницу.

## Факты
- Это первый эпизод, где появляются зелёный Дьявол и молодая мышка. Позже они ещё раз появятся в эпизоде «Smitten Kitten».
- В сцене, где Джерри даёт пинок под зад Тому, у Тома отсутствует хвост.
- Бутча в этом эпизоде озвучивал известный американский радио-актёр Фрэнк Грехем.
- Когда Бутч копается в мусорном баке, он насвистывает мелодию «Over the Rainbow».
- Сцена, где Бутч курит сигару, была удалена для показа на канале Boomerang в Великобритании.
- В этом эпизоде Том гораздо больше воюет с Бутчем, чем с Джерри.
- Несмотря на то, что аниматор Майкл Ла упоминается во вступительных титрах, на самом деле он не делал анимации для этой серии.